# Aljaksej Kazloŭ
Aljaksej Pjatrovič Kazloŭ (in bielorusso Аляксей Пятровіч Казлоў?; in russo Алексей Петрович Козлов?, Aleksej Petrovič Kozlov; traslitterazione anglosassone: Alyaksey Kazlow; Minsk, 11 luglio 1989) è un ex calciatore bielorusso, di ruolo difensore.

## Caratteristiche tecniche
Terzino destro, può adattarsi anche come esterno sulla medesima fascia.